# 霍赫薩爾萬德山
47°43′4″N 12°2′8″E / 47.71778°N 12.03556°E

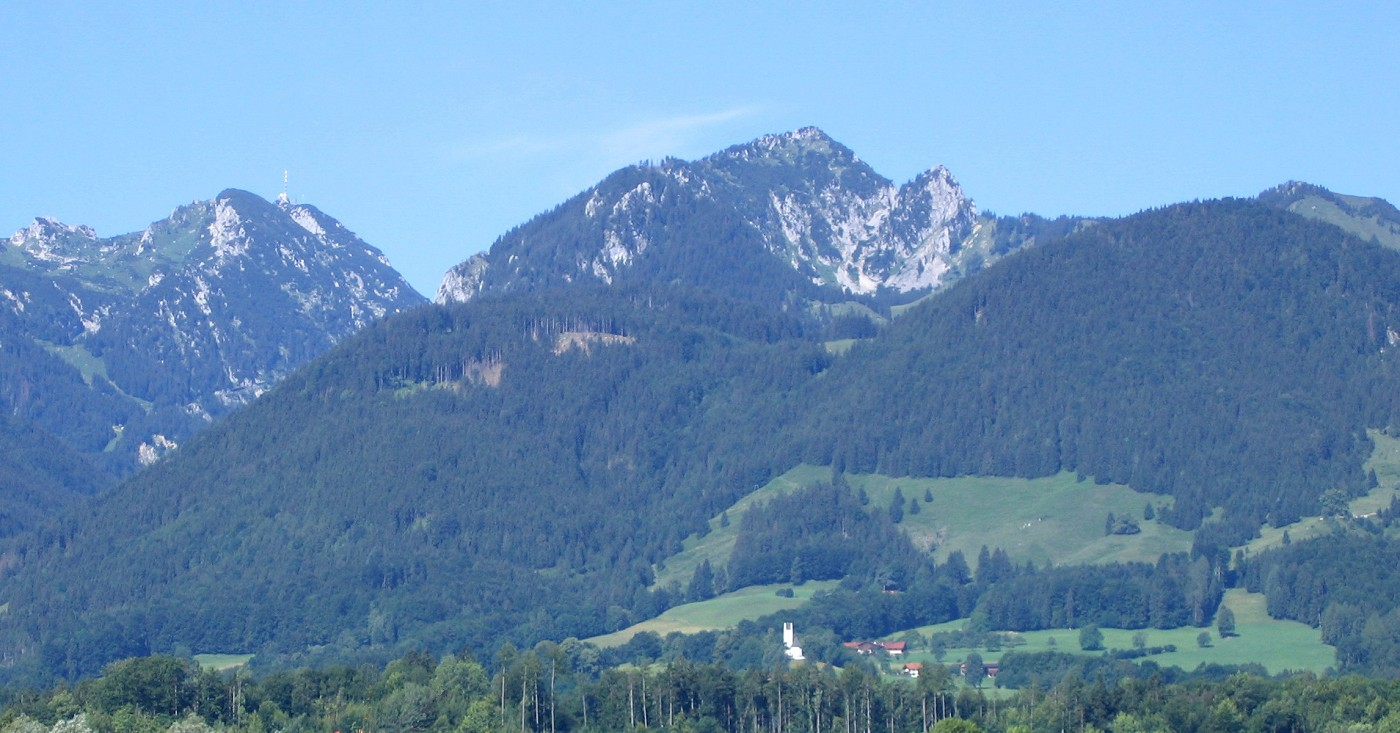

霍赫薩爾萬德山（德語：Hochsalwand），是德國的山峰，位於該國東南部，由巴伐利亞負責管轄，屬於巴伐利亞前阿爾卑斯山脈的一部分，距離索因山1.4公里，海拔高度1,625米，每年平均降雨量1,847毫米。